# Tristan Borges
Tristan Daniel Borges, né le 26 août 1998 à Toronto, est un joueur international canadien de soccer jouant au poste d'ailier droit ou de milieu offensif au Forge FC en Première ligue canadienne.

## Biographie

### Parcours en club
En 2018, après avoir quitté le SC Heerenveen, Borges revient au Canada et s'engage avec le Sigma FC en League1 Ontario. Il inscrit alors deux buts en dix rencontres.
Le 10 janvier 2019, Borges signe un contrat professionnel avec le Forge FC dans la nouvelle Première ligue canadienne. Il dispute le premier match de l'histoire du club, contre York9, comme titulaire. Il marque son premier but le 15 mai lors d'une défaite 1-2 contre le Cavalry FC. Borge termine meilleur buteur du championnat avec treize réalisations et contribue au sacre du club, premier champion de la Première ligue canadienne. Borges reçoit aussi le titre de meilleur joueur de l'année de la Première ligue.
Le 22 janvier 2020, il rejoint Oud-Heverlee Louvain qui participe à la Division 1B et signe un contrat de deux ans et demi,. Peu après son arrivée, il participe à quatre rencontres de championnat avant la suspension puis l'arrêt définitif de la compétition en raison de la pandémie de Covid-19. Néanmoins, son équipe est promue en première division pour la saison 2020-2021. À l'échelon supérieur, il ne joue pas une seule minute et, en manque de temps de jeu, il est finalement prêté à son ancien club du Forge FC en Première ligue canadienne le 5 mars 2021. À l'expiration de son contrat avec le club belge à l'été 2022, il demeure avec le Forge FC.

### Parcours en sélection
En août 2014, Borges est convoqué pour la première fois en équipe du Canada des moins de 17 ans. En février 2015, il est convoqué à nouveau pour le Championnat de la CONCACAF des moins de 17 ans. Pendant le championnat, il dispute six rencontres, et il inscrit le seul but pour le Canada contre le Mexique.
En février 2017, Borges est convoqué par l'équipe du Canada des moins de 20 ans pour le Championnat de la CONCACAF des moins de 20 ans. Pendant le championnat, il dispute trois matches, et il réalise une passe décisive contre Antigua-et-Barbuda.
En janvier 2020, Borges est convoqué pour la première fois en équipe du Canada par le sélectionneur national John Herdman, pour des matchs amicaux contre la Barbade et l'Islande.
Le 10 janvier 2020, il honore sa première sélection contre la Barbade. Lors de ce match, Tristan Borges entre à la 70e minute de la rencontre, à la place de Jonathan Osorio. Le match se solde par une victoire 4-1 des Canadiens.

## Statistiques

### Statistiques détaillées
| Saison                | Club                  | Championnat           | Championnat | Championnat | Championnat | Coupe(s) nationale(s) | Coupe(s) nationale(s) | Coupe(s) nationale(s) | Compétition(s) continentale(s) | Compétition(s) continentale(s) | Compétition(s) continentale(s) | Compétition(s) continentale(s) | Séries | Séries | Séries | Total | Total | Total |
| Saison                | Club                  | Division              | M.          | B.          | P.d.        | M.                    | B.                    | P.d.                  | Comp.                          | M.                             | B.                             | P.d.                           | M.     | B.     | P.d.   | M.    | B.    | P.d.  |
| 2019                  | Forge FC              | PLCan                 | 25          | 12          | 5           | 2                     | 0                     | 0                     | LC                             | 4                              | 0                              | 0                              | 2      | 1      | 0      | 33    | 13    | 5     |
| 2019-2020             | Oud-Heverlee Louvain  | Division 1B           | 4           | 0           | 0           | -                     | -                     | -                     | -                              | -                              | -                              | -                              | -      | -      | -      | 4     | 0     | 0     |
| 2020-2021             | Oud-Heverlee Louvain  | Division 1A           | 0           | 0           | 0           | 0                     | 0                     | 0                     | -                              | -                              | -                              | -                              | -      | -      | -      | 0     | 0     | 0     |
| Sous-total            | Sous-total            | Sous-total            | 4           | 0           | 0           | 0                     | 0                     | 0                     | -                              | -                              | -                              | -                              | -      | -      | -      | 4     | 0     | 0     |
| 2021                  | Forge FC (prêt)       | PLCan                 | 24          | 3           | 5           | 2                     | 0                     | 0                     | LC                             | 6                              | 1                              | 1                              | 2      | 0      | 1      | 34    | 4     | 7     |
| 2022                  | Forge FC (prêt)       | PLCan                 | 8           | 5           | 1           | 3                     | 1                     | 0                     | LCC                            | 2                              | 0                              | 0                              | -      | -      | -      | 13    | 6     | 1     |
| 2022                  | Forge FC              | PLCan                 | 15          | 1           | 6           | -                     | -                     | -                     | -                              | -                              | -                              | -                              | 3      | 0      | 1      | 18    | 1     | 7     |
| 2023                  | Forge FC              | PLCan                 | 3           | 0           | 0           | 1                     | 0                     | 0                     | -                              | -                              | -                              | -                              | 0      | 0      | 0      | 4     | 0     | 0     |
| Sous-total            | Sous-total            | Sous-total            | 50          | 9           | 12          | 6                     | 1                     | 0                     | -                              | 8                              | 1                              | 1                              | 5      | 0      | 2      | 69    | 11    | 15    |
| Total sur la carrière | Total sur la carrière | Total sur la carrière | 79          | 21          | 17          | 8                     | 1                     | 0                     | -                              | 12                             | 1                              | 1                              | 7      | 1      | 2      | 106   | 24    | 20    |

## Palmarès

### En club
Forge FC
- Champion de Première ligue canadienne en 2019 et 2022.
- Finaliste de Première ligue canadienne en 2021.
- Finaliste du Championnat canadien en 2020.

### Distinctions individuelles
- Soulier d'or de la Première ligue canadienne en 2019[18].
- Meilleur joueur de l'année de Première ligue canadienne en 2019[18].
- Meilleur joueur de moins de 21 ans de l'année de Première ligue canadienne en 2019[18].